# Chiesa di San Salvatore (Canzano)
La chiesa di San Salvatore è un edificio religioso medioevale abruzzese di stile romanico che si eleva isolato rispetto al contesto urbano del paese di Canzano, in provincia di Teramo, nel territorio della valle del Vomano.
La fabbrica, situata nei pressi del camposanto, è stata utilizzata anche come cappella cimiteriale. Insieme con suo il monastero, ormai scomparso, fu parte dell'abbazia dei padri benedettini omonima che si sviluppò nello stesso periodo storico in cui crebbero nella vallata anche altri cenobi come: Santa Maria di Propezzano e San Clemente al Vomano.
Chiusa da parecchi anni, sorge su un costone argilloso, piuttosto instabile, e questa caratteristica del terreno ha determinato, nel corso del tempo, la necessità di vari interventi conservativi per la ricostituzione dell'equilibrio statico della struttura. Annoverata nell'Elenco degli edifici monumentali della provincia di Teramo, è stata restaurata negli anni 1968 – 1969. Questo intervento le ha restituito il ruolo che la considera un'importante espressione di architettura romanica. Le ultime opere conservative, di consolidamento e rifacimento del tetto e delle capriate, sono state ultimate nell'ottobre 2008, finanziate dalla regione Abruzzo tramite il Genio Civile di Teramo.
L'Abbazia è inserita nell'itinerario turistico-religioso denominato Valle delle Abbazie.

## Storia
Il silenzio di atti documentali sull'esatta data di fondazione consente di seguire soltanto lo svolgersi delle vicende postume alla sua creazione, definite da Francesco Aceto “storicamente tarde” e accadute nei tempi successivi all'impostazione dell'assetto architettonico della chiesa.
Aceto, nei Documenti dell'Abruzzo Teramano, sebbene non riesca a individuare una data precisa, esprime la convinzione che il tempo di edificazione non possa essere anteriore alla metà del XII secolo. Afferma questo deducendolo dalle caratteristiche stilistiche dei capitelli del portale e dai caratteri architettonici che rivelano il gusto della scultura padana coeva, riconoscibile nell'impianto e nei decori di alcune altre edificazioni. Lo storico rileva la presenza dell'aquila giovannea come collegabile a quelle scolpite nel pulpito di Sant'Ambrogio a Milano, realizzate alla fine dell'XI secolo.
Tutto ciò lascia supporre anche che alla fabbrica di Canzano abbia contribuito l'arte di qualche maestro lombardo o di scuola lombarda.
La critica storica fornisce ben poco sulle vicissitudini di questa chiesa e anche autori locali come Ignazio Carlo Gavini, Vincenzo Bindi, Vincenzo Balzano e tra essi il più recente, senese, Mario Moretti, Soprintendente ai Monumenti e alle Gallerie d'Abruzzo nel 1968, riassumono sommariamente la descrizione di questo sito.
La citazione più antica del cenobio risale al 1221. 
Solo Niccola Palma, a suo tempo, riuscì a raccogliere alcune informazioni, senza peraltro precisarne la fonte ed eventuali riferimenti cronologici, sulla chiesa che descrive come appartenente al monastero annesso, di cui, ancora nel XIX secolo, si trovavano alcuni ruderi. Riporta, inoltre, che già dal XVI secolo la chiesa era stata destinata a cappella cimiteriale. Riferisce che il complesso del cenobio di Canzano dipendeva da quello di San Salvatore a Bozzino, della vicina cittadina di Roseto, che a sua volta era soggetto a quello di San Salvatore “de Comitatu reatino”. Sebbene queste indicazioni collochino nella storia il complesso monastico canzanese, la completa distruzione del cenobio di Bozzino non consente di ricostruire quale fosse il rapporto gerarchico che legava le due chiese.
Durante il corso del XIV secolo il complesso abbaziale e le sue pertinenze passarono, probabilmente, sotto il patronato del ramo della famiglia Acquaviva di Atri.
Questo troverebbe conferma dagli atti di un'indagine richiesta da Giulio Antonio I Acquaviva d'Aragona a papa Sisto V.  Dalle trascrizioni delle deposizioni si ricava che due cancellieri di Giosia, padre di Giulio Antonio Acquaviva, quali il frate Guglielmo di Benedetto e Andrea Boffo dichiaravano rispettivamente di aver sottoscritto, in passato per due volte, la nomina del preposto del cenobio di Canzano, il primo, e, il secondo, di aver letto una bolla di papa Bonifacio IX che cedeva e confermava ai signori di Acquaviva tutti i patronati.

## Architettura
Il prospetto esterno di gusto ed impianto romanico appare ferito da alcune lesioni risarcite dai vari interventi conservativi. Per porre rimedio ai dissesti sono stati addossati alle pareti anche dei contrafforti e speronature.
La semplice facciata è aperta dal portale e da una monofora posta al di sotto del coronamento a spiovente.
Tra il portale e la finestra si trova murata una croce di pietra.
Dalle decorazioni pittoriche interne della chiesa si può dedurre che non più tardi dell'anno 1340 l'edificio fu oggetto di lavori di recupero e consolidamento, è ipotizzabile che la struttura avesse avuto un severo dissesto della staticità o un crollo parziale, tanto da richiedere la necessità della sostituzione di una parte dell'edificio. Questi interventi non stravolsero l'aspetto originario dell'impianto della fabbrica.
Nel corso dei secoli si sono resi necessari altri lavori per la conservazione della chiesa e si leggono come i più antichi quelli che hanno determinato l'abolizione delle absidi minori, il restauro della porzione alta del muro dell'abside e di tutto il muro della parete destra, l'ispessimento del muro del fronte, rispetto agli altri.
Sulla parte destra si eleva la torre campanaria a base quadrata.

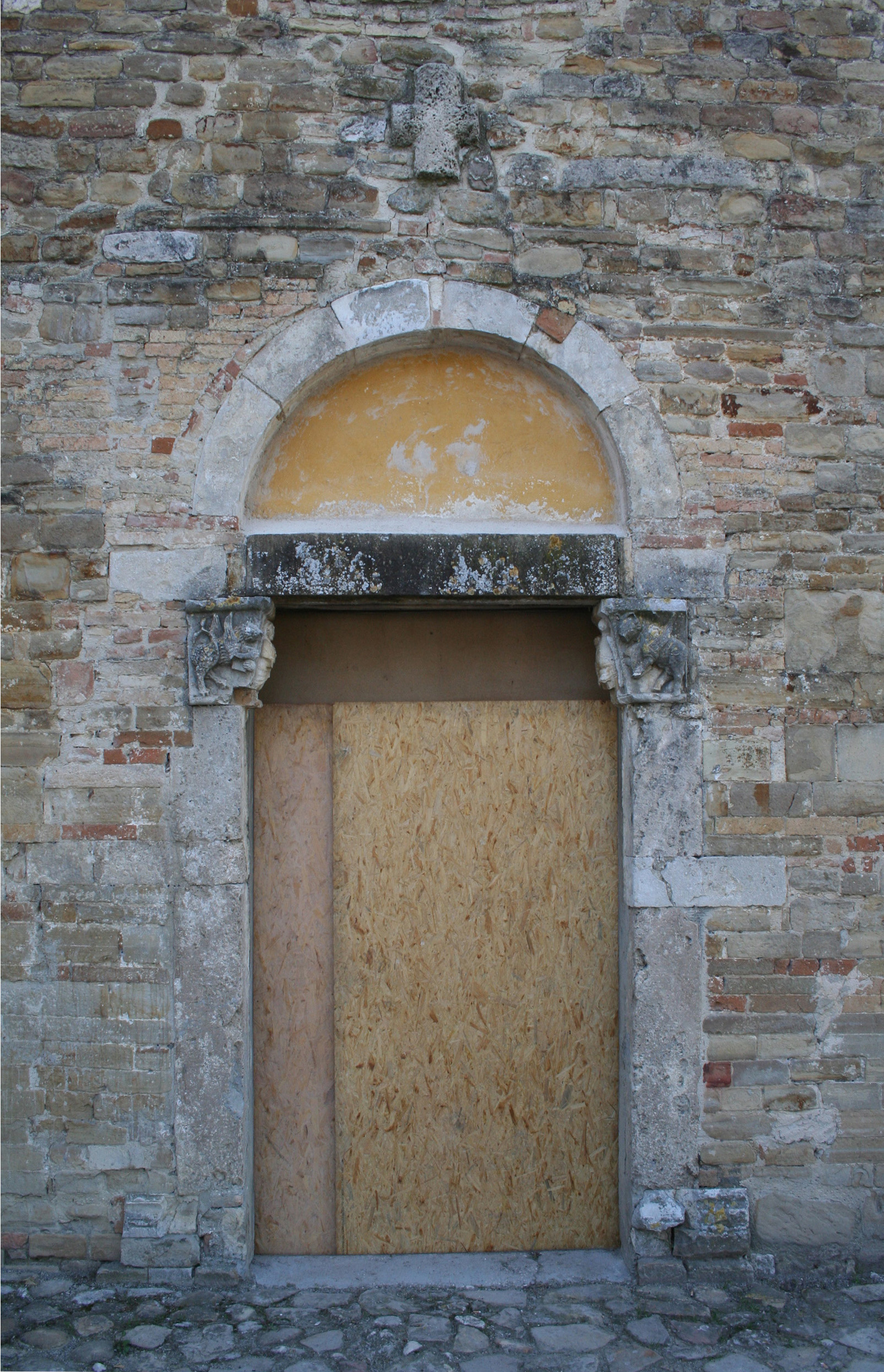
portale
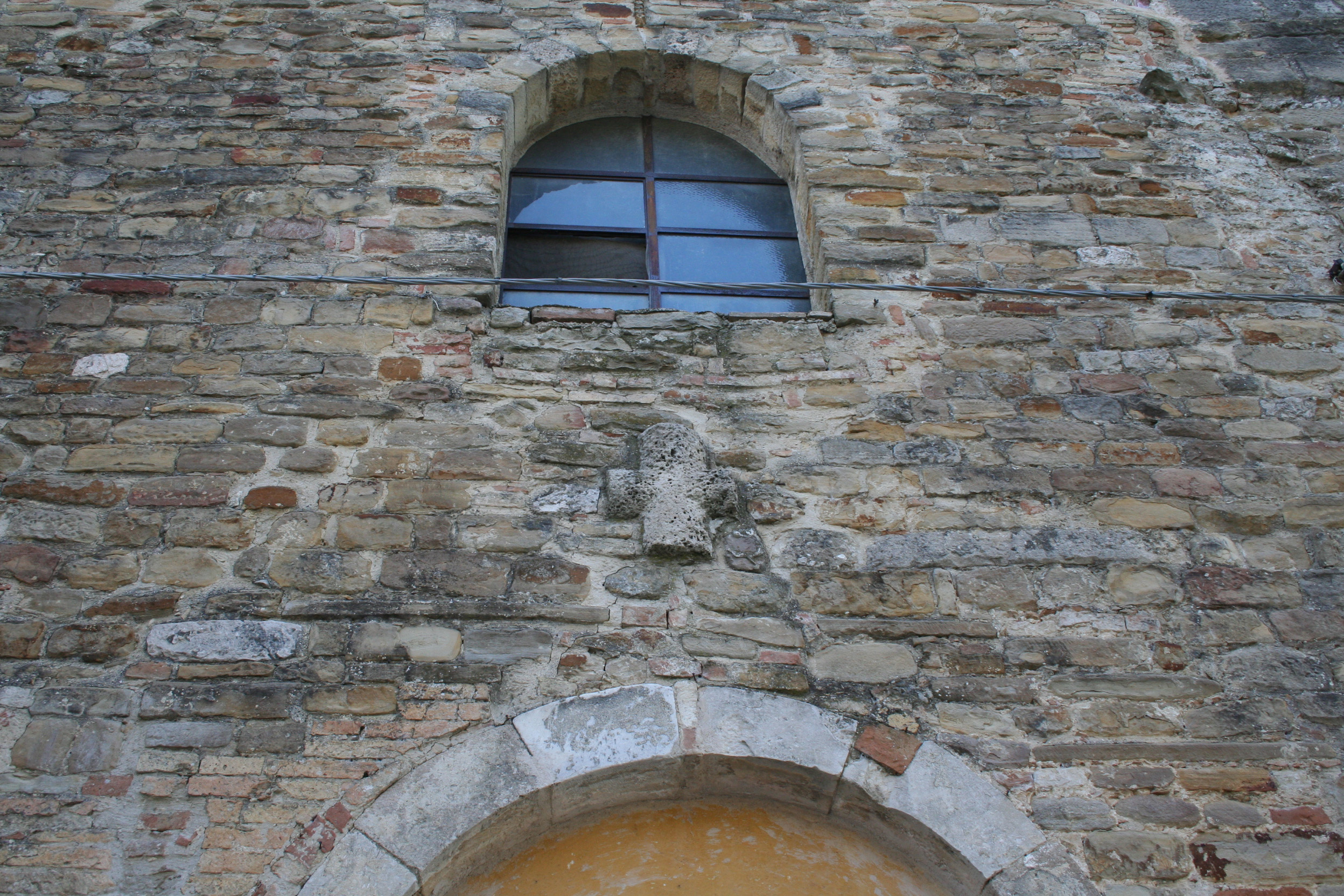
croce immurata
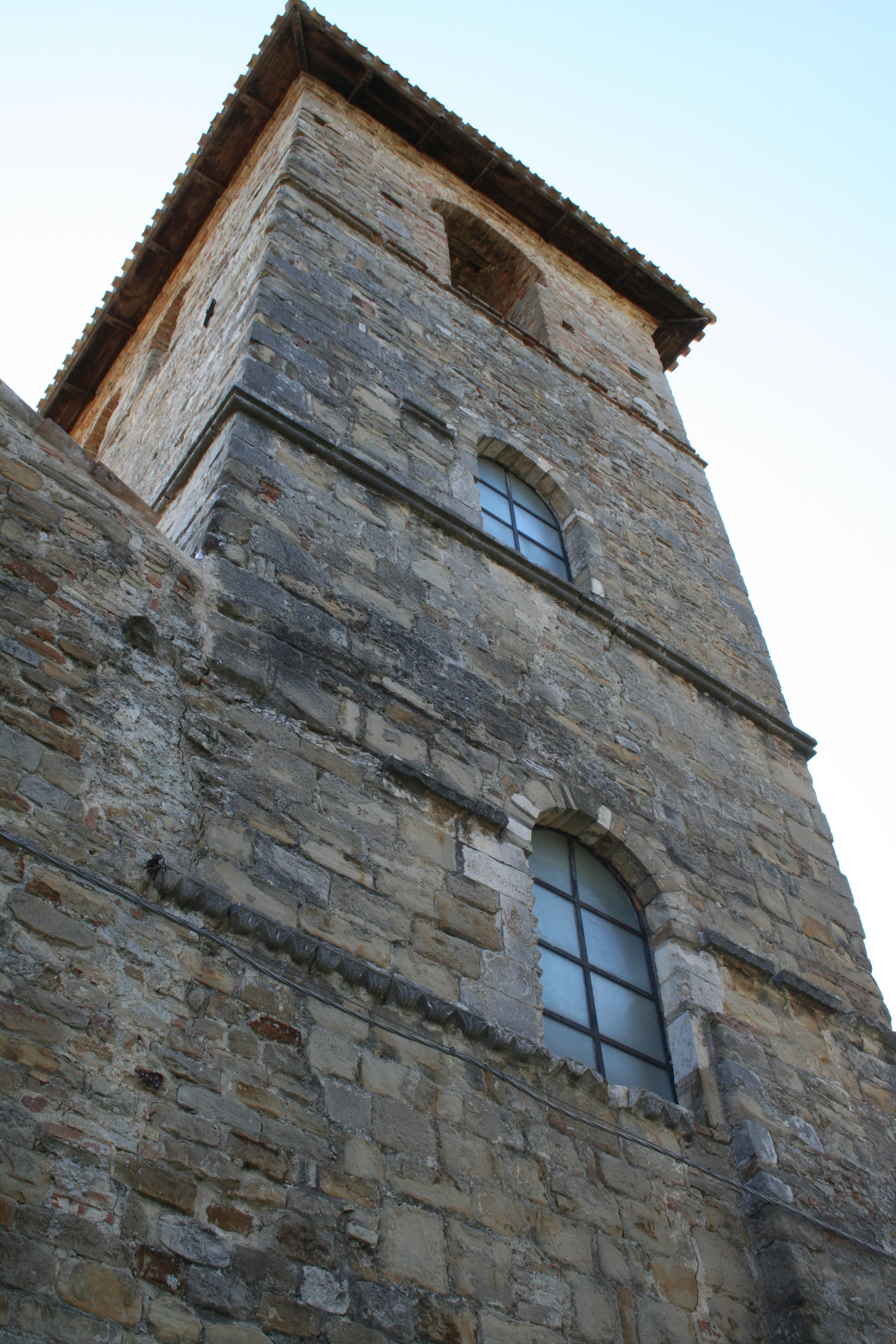
torre camapnaria

### Il portale
Il portale mostra i suoi elementi costitutivi realizzati con essenziale semplicità e completamente privi di decorazioni. Sono lisci i cunei che compongono l'archivolto, l'architrave e gli stipiti. Fra stipiti ed architrave sono posti due capitelli del XII secolo, che recano scolpiti, ad alto rilievo, i simboli dei quattro evangelisti quali: il leone di San Marco, l'angelo di San Matteo, l'aquila di San Giovanni e il bue di San Luca. 

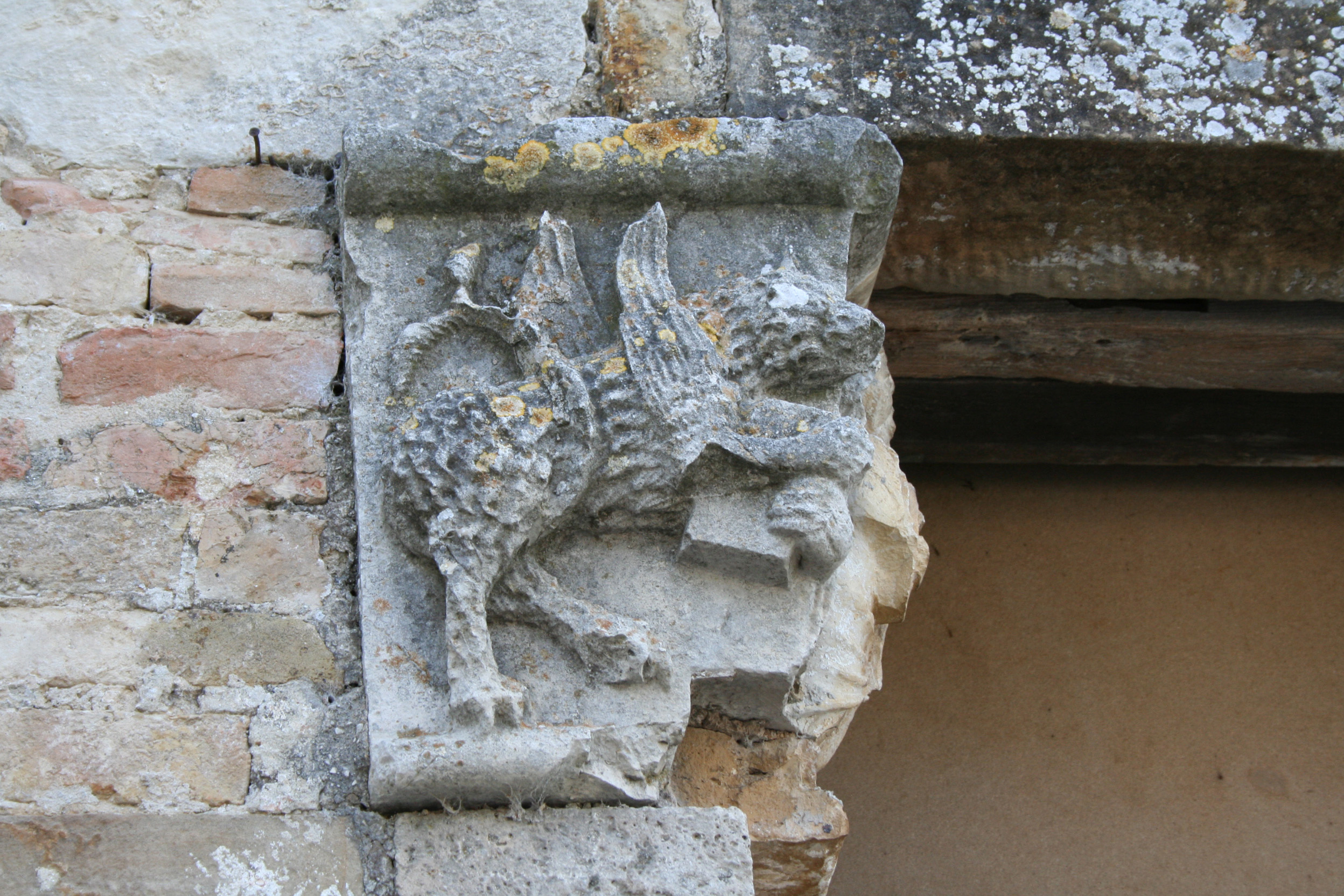
il leone
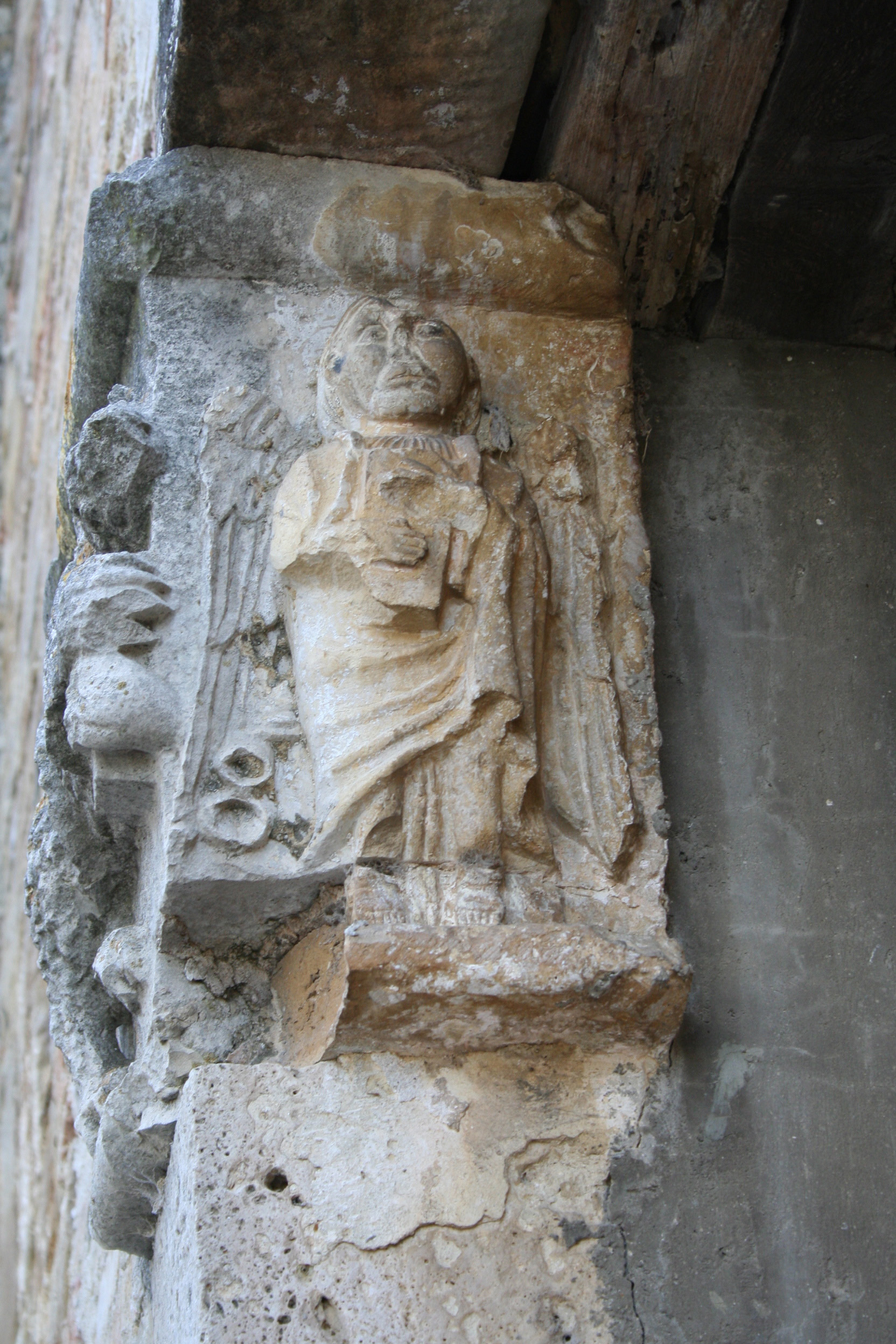
l'angelo
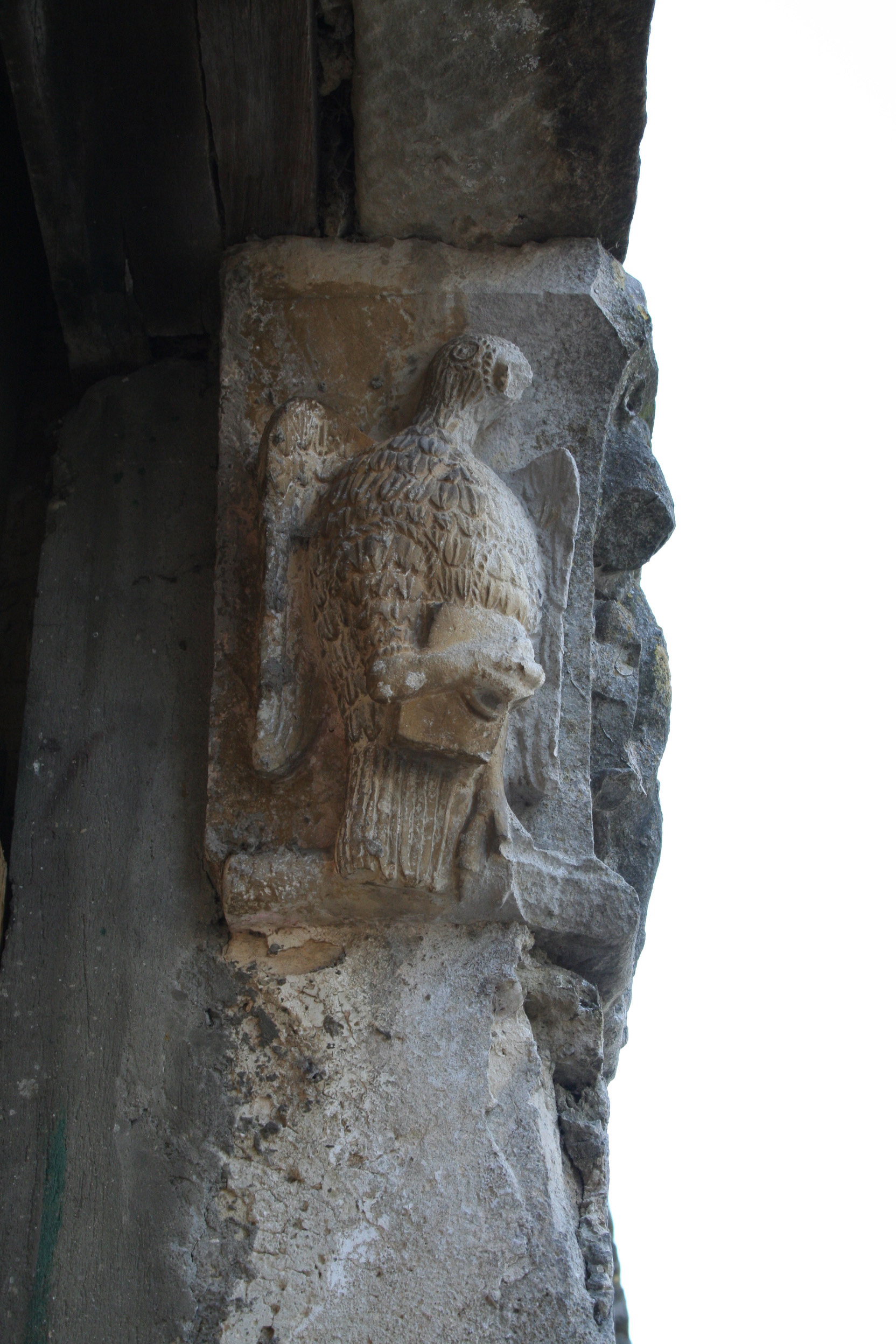
l'aquila
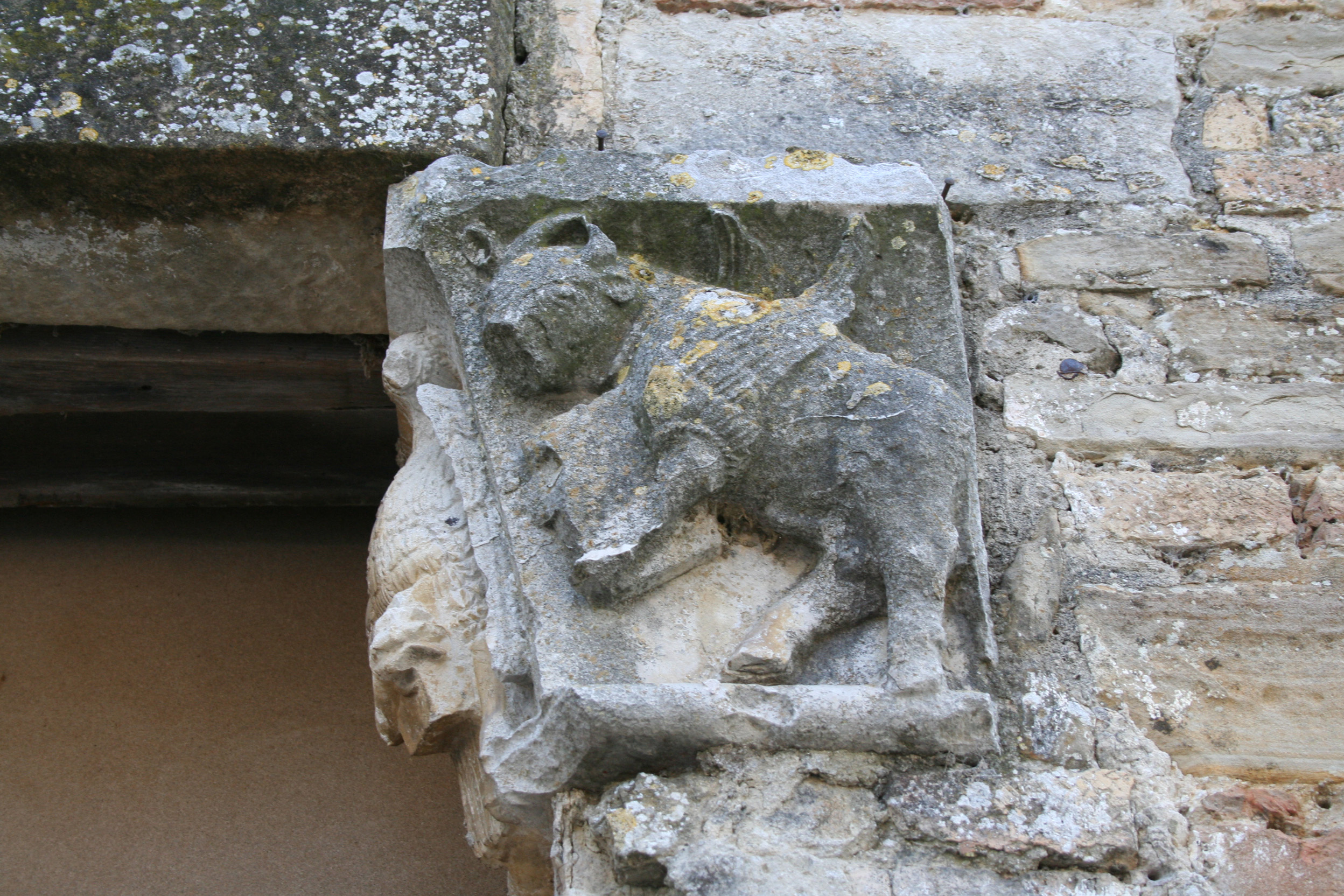
il bue

### L'interno
L'interno dell'aula è ripartito in tre navate, privo di transetto, e termina, ora, con la presenza dell'ampia abside mediana.
La porzione più antica e originaria della chiesa è quella che inizia dalle ultime due arcate poggianti sulle colonne in laterizio, a sezione tonda, e comprende la zona dell'abside aperta da una finestra con più strombature ed un oculo in alto.
I capitelli delle colonne sono scalpellati con gusto emiliano-lombardo, quindi cubici con smussature triangolari nella zona degli angoli.
I lavori di restauro hanno accertato che nella struttura originaria della fabbrica le absidi erano tre, recuperando nello spessore dei muri le tracce dei resti delle due absidiole laterali. 
I sostegni delle navate sono costituiti da pilastri, privi di capitelli, e colonne in muratura. Gli archi delle stesse, con imposte di differente altezza, si diversificano fra archi a sesto acuto e archi a tutto sesto e si trovano distribuiti, osservando l'interno dell'aula dall'ingresso, in numero di quattro sul lato destro, dove lo spazio della prima arcata è inglobato dalla parete della torre campanaria, e in numero di cinque sul lato sinistro. 
L'originaria copertura a capriate è stata ribassata conferendo, come riporta Francesco Aceto, un effetto di compressione sul lato di sinistra dell'interno dell'aula, dove «le incavallature vanno ad urtare contro gli affreschi trecenteschi».

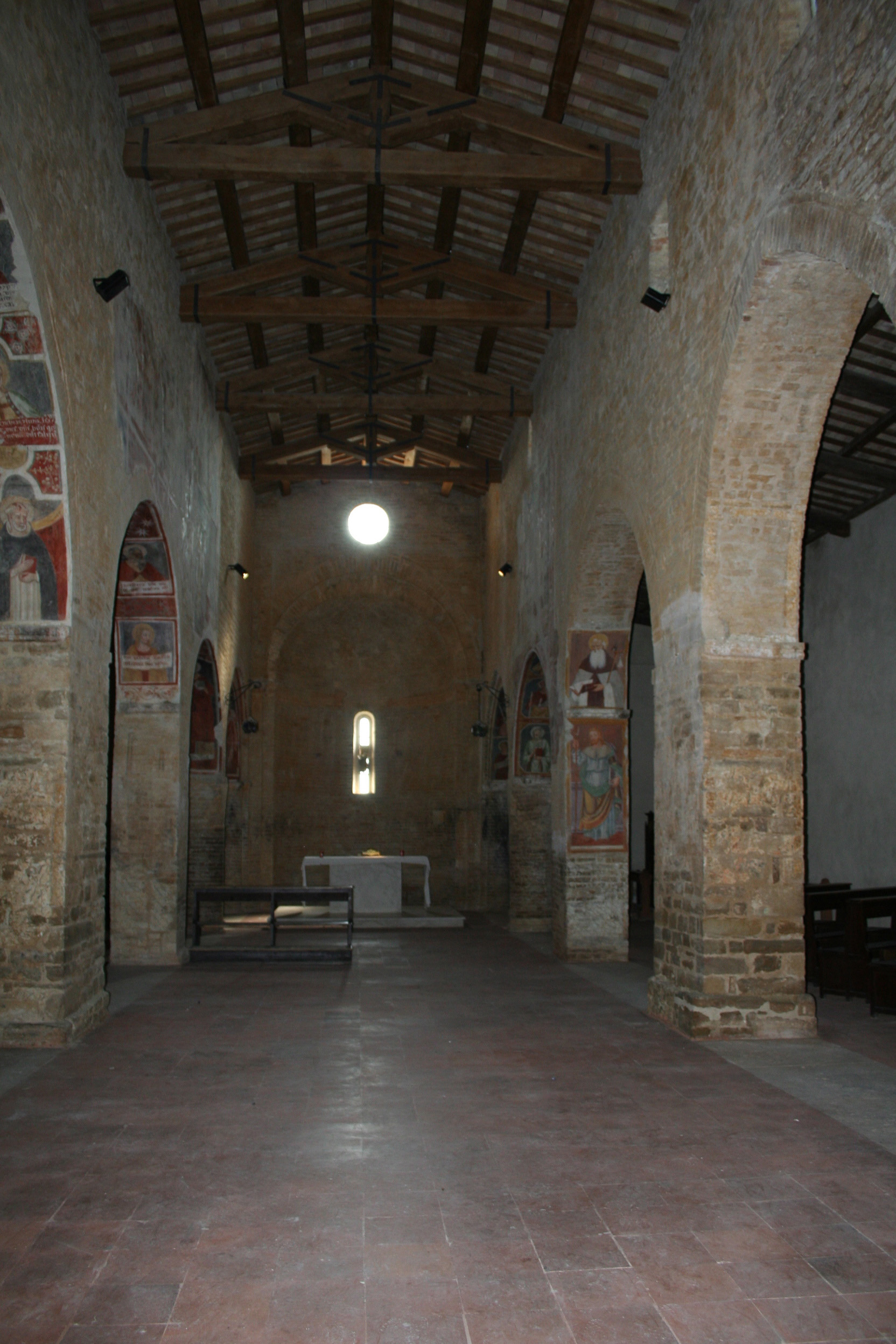
interno
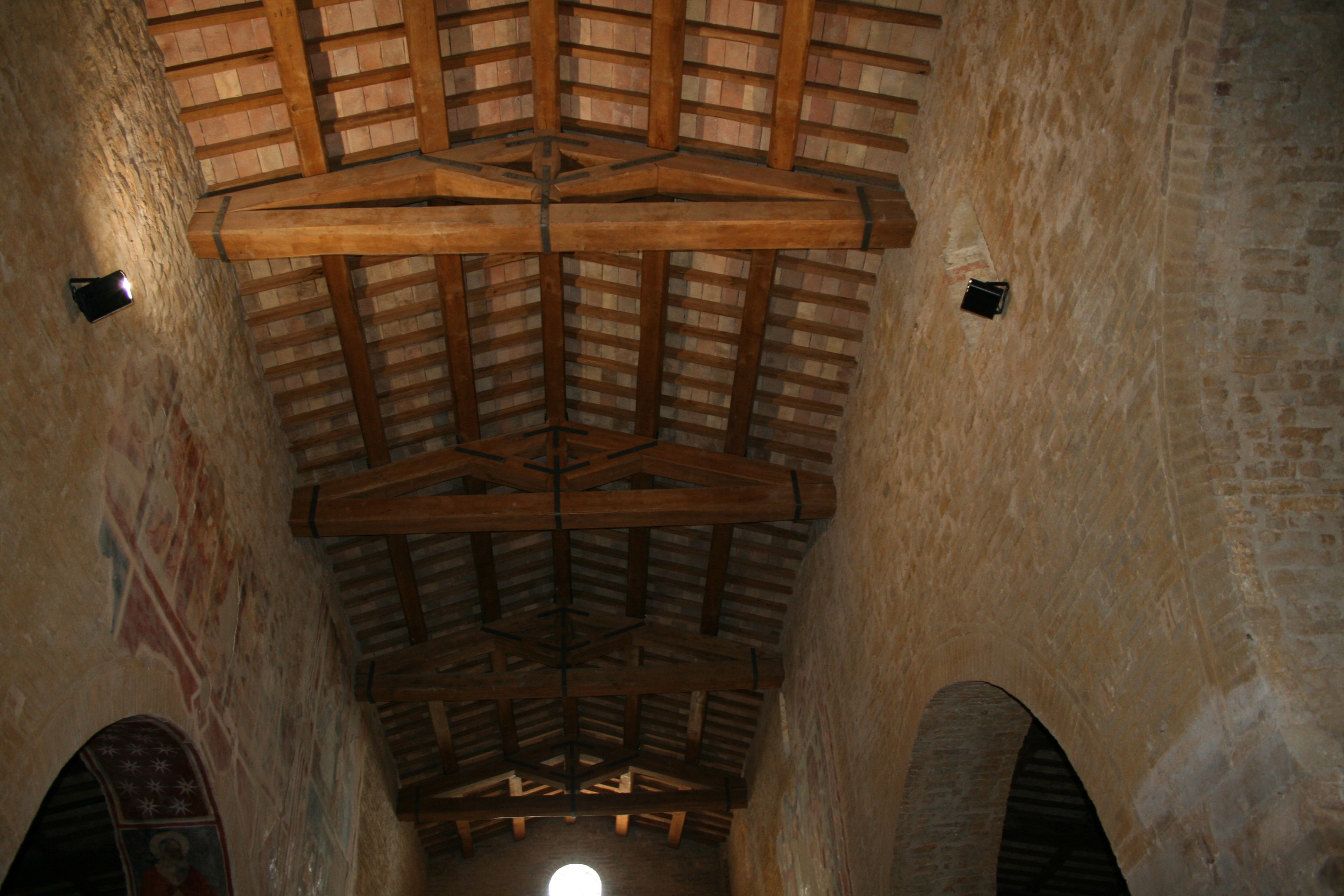
soffitto a capriate

All'interno dell'aula della chiesa di San Salvatore vi sono sulle pareti e sugli intradossi degli archi principali cicli di affreschi.
I più antichi sono datati tra il XIV e il XV secolo, a questi si sono aggiunti quelli di una nuova fase decorativa individuabile fra il XV e il XVIII secolo. Le differenze stilistiche si colgono anche dalla diversità dei caratteri adottati per le iscrizioni che compaiono tra i dipinti.
Con molta probabilità l'edificio doveva presentare opere pittoriche su tutte e tre le navate, ma ad oggi, di alcune ne restano solo deboli tracce.
Le pitture sono, quasi tutte, concordemente attribuite al Maestro di Offida, un pittore sconosciuto e così chiamato perché nei primi anni della seconda metà del XIV secolo prestò la sua opera per affrescare la chiesa di Santa Maria della Rocca nel paese marchigiano di Offida. Non vi è una concorde opinione sulla data esatta in cui il maestro intervenne nella chiesa di Canzano. Ferdinando Bologna colloca i dipinti tra gli anni 1334 e 1338, altri autori, tra cui si annovera anche don Giuseppe Crocetti, ne spostano la realizzazione avanzandola nel tempo.
Leggendo l'interno dell'aula dall'ingresso le cinque arcate di sinistra conservano tutte, tranne la prima, i loro temi pittorici, mentre fra quelle presenti sulla destra mostrano affrescature solo la seconda, terza e la quarta.

## Gli affreschi
Dall'impianto pittorico e dai temi rappresentati Ferdinando Bologna, nei Documenti dell'Abruzzo Teramano, deduce che i dipinti, del XIV secolo, giunti fino ai nostri giorni dovevano far parte di una più elaborata composizione che rivestiva l'intero ambiente interno della chiesa. Tentando di raccordare le scene ad un'unità compositiva originaria ne analizza i contenuti ed il succedersi nel tempo degli avvenimenti riportati.
La doppia fascia di registri che percorre la parete della navata di sinistra mostra episodi e temi legati alla vita terrena di Gesù. Tra questi dipinti, a causa del distacco di ampie porzioni d'intonaco, alcuni rimangono illeggibili, ma di altri resta una chiara memoria che consente il riconoscimento dei gesti della lavanda dei piedi agli apostoli, dell'Ultima Cena, dell'Annunciazione e della presentazione di Gesù al Tempio.
Fronteggia questi registri il dipinto sulla navata di destra, posto sopra al terzo arco, che propone la scena della crocifissione, di cui si riconosce l'episodio dei soldati che dividono tra loro le vesti di Cristo.
Il Bologna evidenzia l'incongruenza dell'ordine di narrazione rispetto alla sequenza evangelica degli avvenimenti, pertanto ritiene possibile che i temi della vita di Gesù fossero suddivisi tra la zona della navata e la zona presbiteriale. Quindi, pur considerando i registri dei dipinti da sinistra verso destra e viceversa, rispetto all'ingresso, sostiene che le narrazioni potevano seguire temi precisi quali l'infanzia di Gesù, episodi della sua vita pubblica, dei suoi miracoli e della passione fino a giungere verso la zona dell'abside che avrebbe dovuto accogliere un'ascensione, una maestà o qualcosa di molto simile.
La conferma è individuabile osservando che l'annunciazione e la presentazione al tempio sono collocate sulla verticale d'inizio della zona presbiteriale e che gli affreschi dell'ultima cena e della lavanda dei piedi coincidono col punto di conclusione della navata. Di fronte si trova il tema della crocifissione per il quale è agevole credere che fosse seguito dalla deposizione, dalla sepoltura e dalla risurrezione. La scelta e la varietà delle rappresentazioni dei temi iconografici dovevano seguire un criterio raro ed originale perseguendo la volontà del recupero scrupoloso della lettera dei testi evangelici.
Tutto ciò sarebbe ulteriormente deducibile confrontando gli affreschi di San Salvatore di Canzano con il ciclo giottesco della cappella degli Scrovegni di Padova. In Canzano, a differenza della rappresentazione di Giotto, l'affresco della lavanda dei piedi precede quello dell'ultima cena nell'esatto ordine come riferito dall'evangelista Giovanni (13, 10-11) che scrive: «ora, voi siete puri, ma non tutti. Sapeva, infatti, chi l'avrebbe tradito: per questo disse: Non siete tutti puri.» 
Lo spirito dell'affresco dell'ultima cena di Canzano, con la centralità della raffigurazione dell'atto di intingere contemporaneamente, Gesù e Giuda, il pane nel piatto, è da intendersi ispirato alle parole di Giovanni e concepito come la rappresentazione della fissazione e l'individuazione dell'esatto momento in cui Gesù riconosce Giuda come il suo traditore. Il gesto è riportato in tutti gli affreschi che hanno lo stesso tema, compreso quello dell'ultima cena di Giotto a Padova, che però, come scrive Bologna: «quasi ha nascosto quel dettaglio, confinandolo in secondo piano e in un cantuccio».

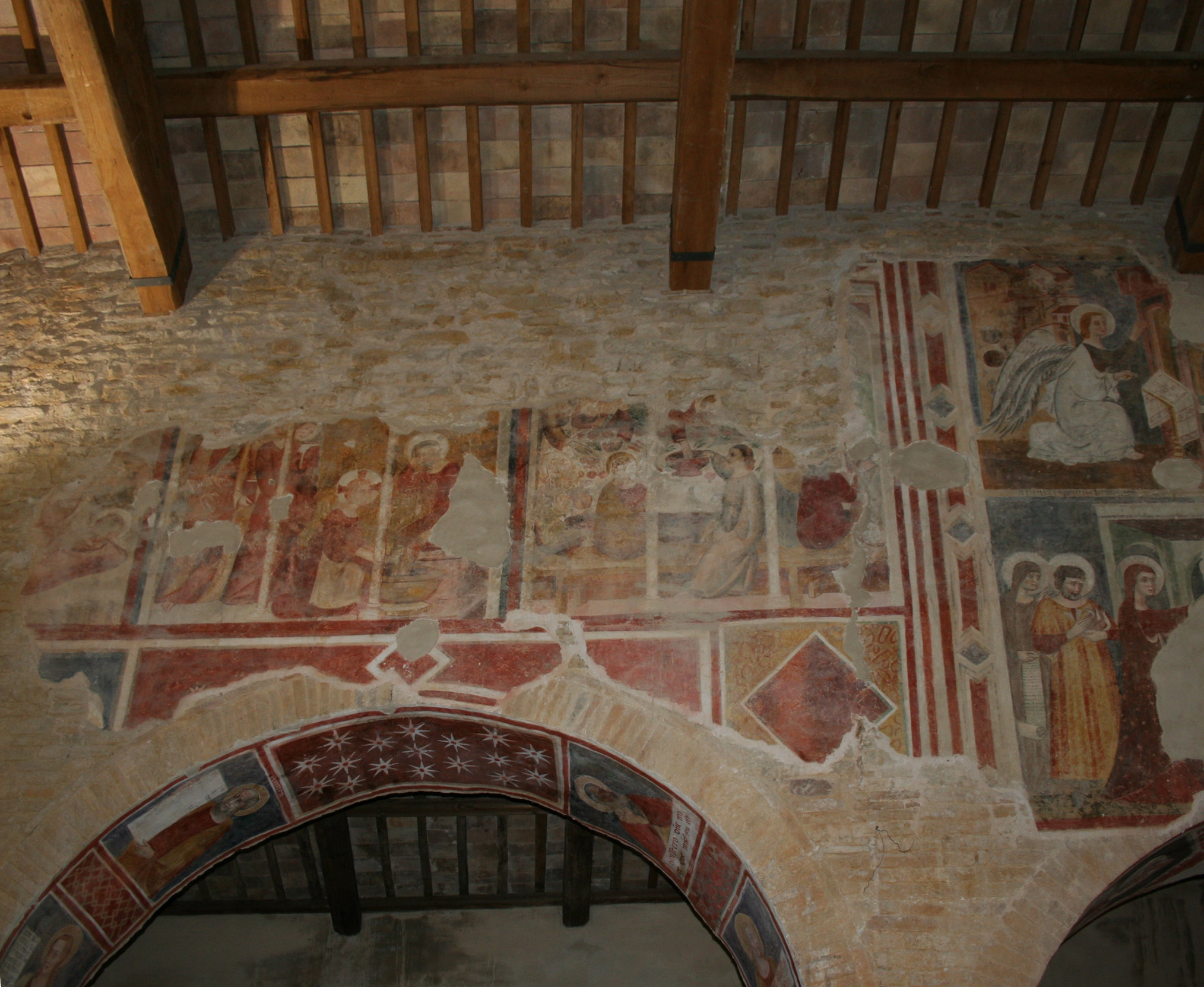
Lavanda dei piedi e l'Ultima cena
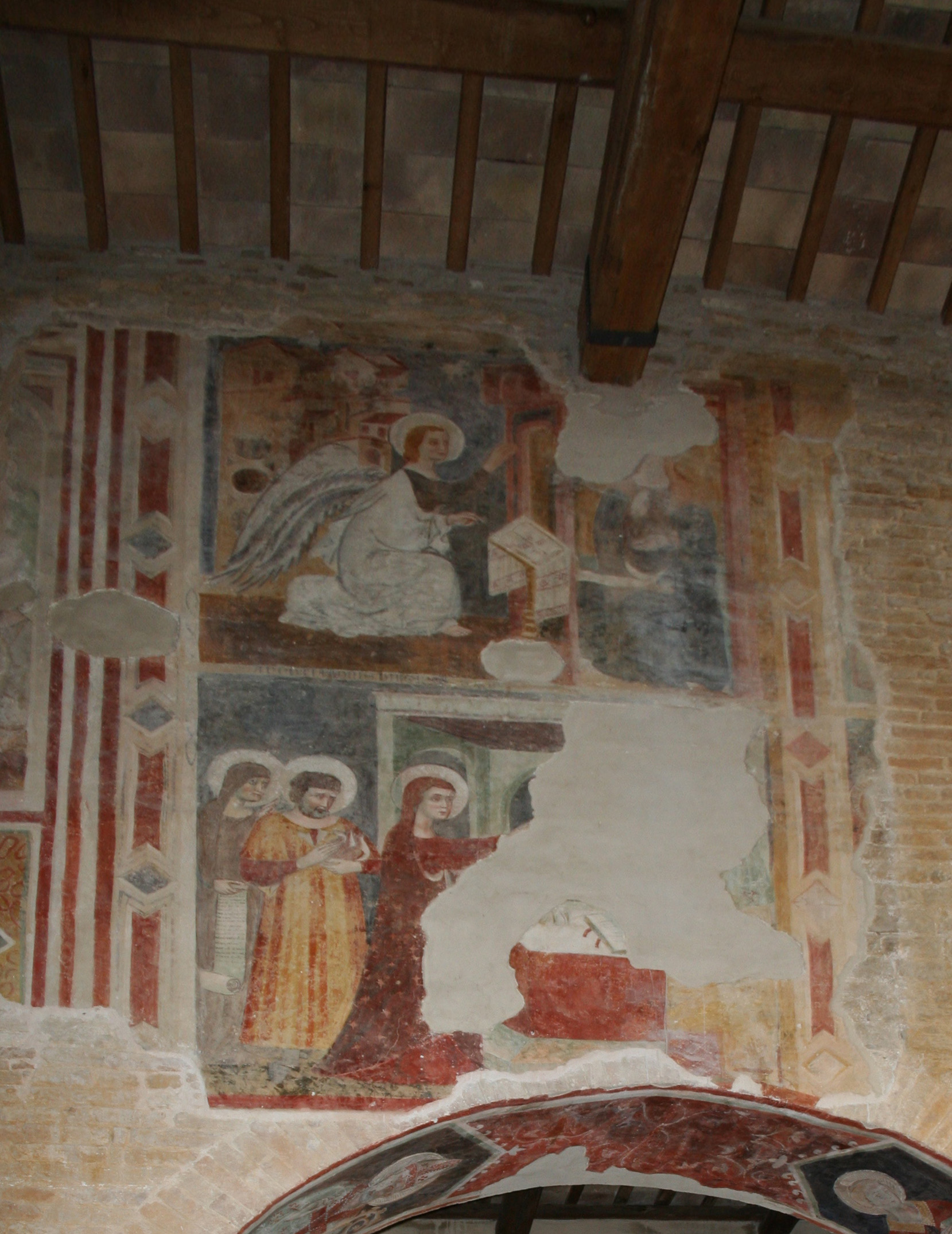
L'Annunciazione e la Presentazione al tempio.
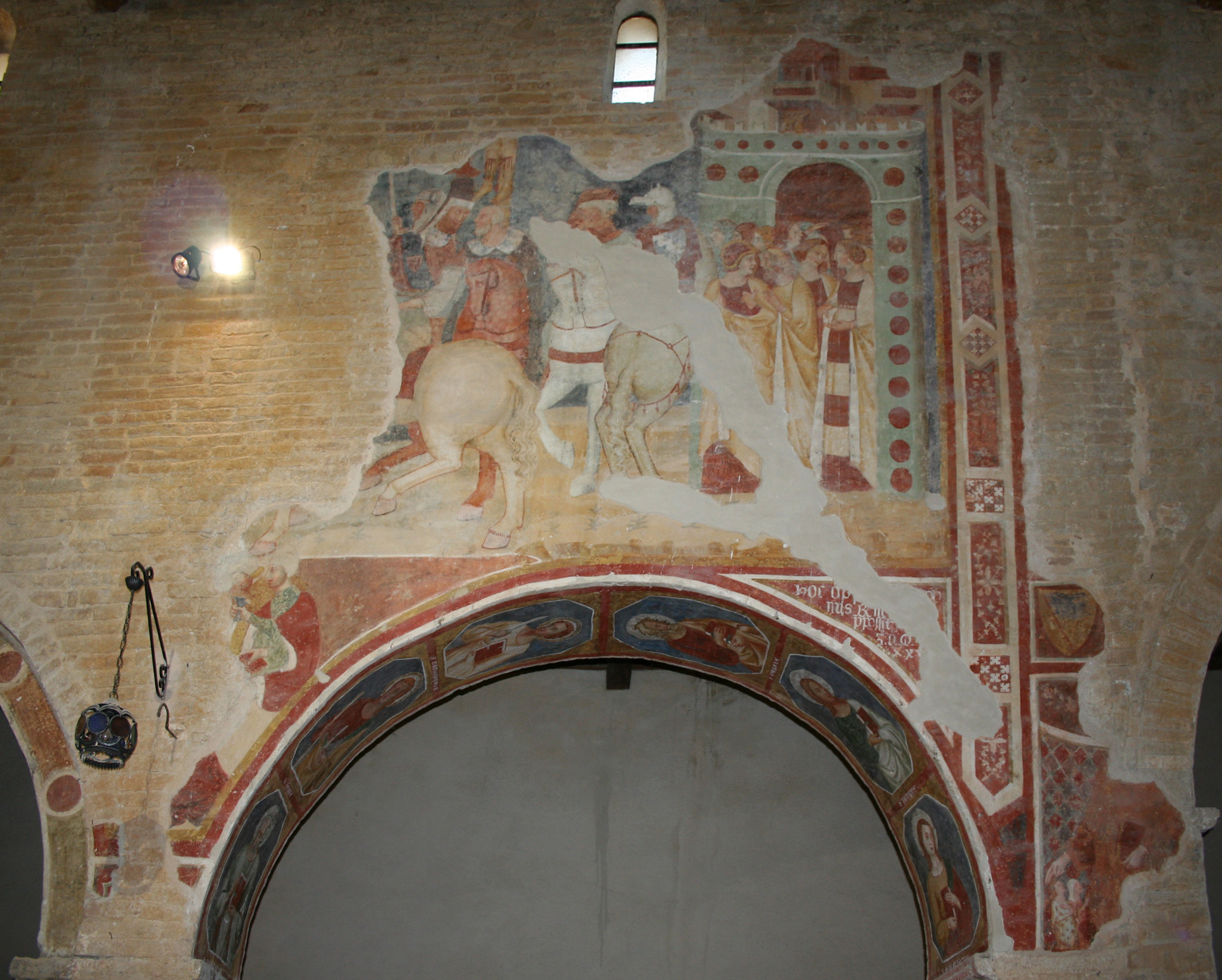
La crocifissione

Gli spazi dei sottarchi sono stati destinati alle rappresentazioni, racchiuse all'interno di scomparti, delle immagini di santi, profeti sul lato sinistro della navata principale ed apostoli sul destro. L'identità della maggior parte delle raffigurazioni è facilmente individuabile dalle iscrizioni o riconoscibile per i simboli distintivi.

### Archi a sinistra della navata
Nel primo sottarco di sinistra, rispetto all'ingresso, non compaiono affreschi. Sul suo secondo pilastro di destra, guardando frontalmente l'arco dalla navata centrale, si trova, al di sopra dell'acquasantiera, la figura di Sant'Orsola che stringe con la mano destra il vessillo bianco rossocrociato, quale segno di vittoria sulla morte per mezzo del martirio.
Nello spazio del secondo sottoarco si distinguono: san Domenico, al quale si aggiungono quattro profeti e san Pietro martire, individuabile per la spada nella spalla.
Nell'arco che segue compaiono quattro profeti i cui ritratti sono divisi e sovrastati da un centrale scomparto stellato. Tra questi è riconoscibile, dall'interpretazione della scritta, il profeta Daniele.
Nella curvatura del quarto sottarco si trovano i dipinti, a figura intera, di san Lorenzo e san Savino, racchiusi ognuno in uno spazio cuspidato.
Nell'ultimo arco, anche queste ritratte a figura intera, vi sono le martiri santa Caterina d'Alessandria, che reca in mano la ruota dentata, e santa Illuminata di Todi che stringe nella mano un piccolo vaso con la fiamma.

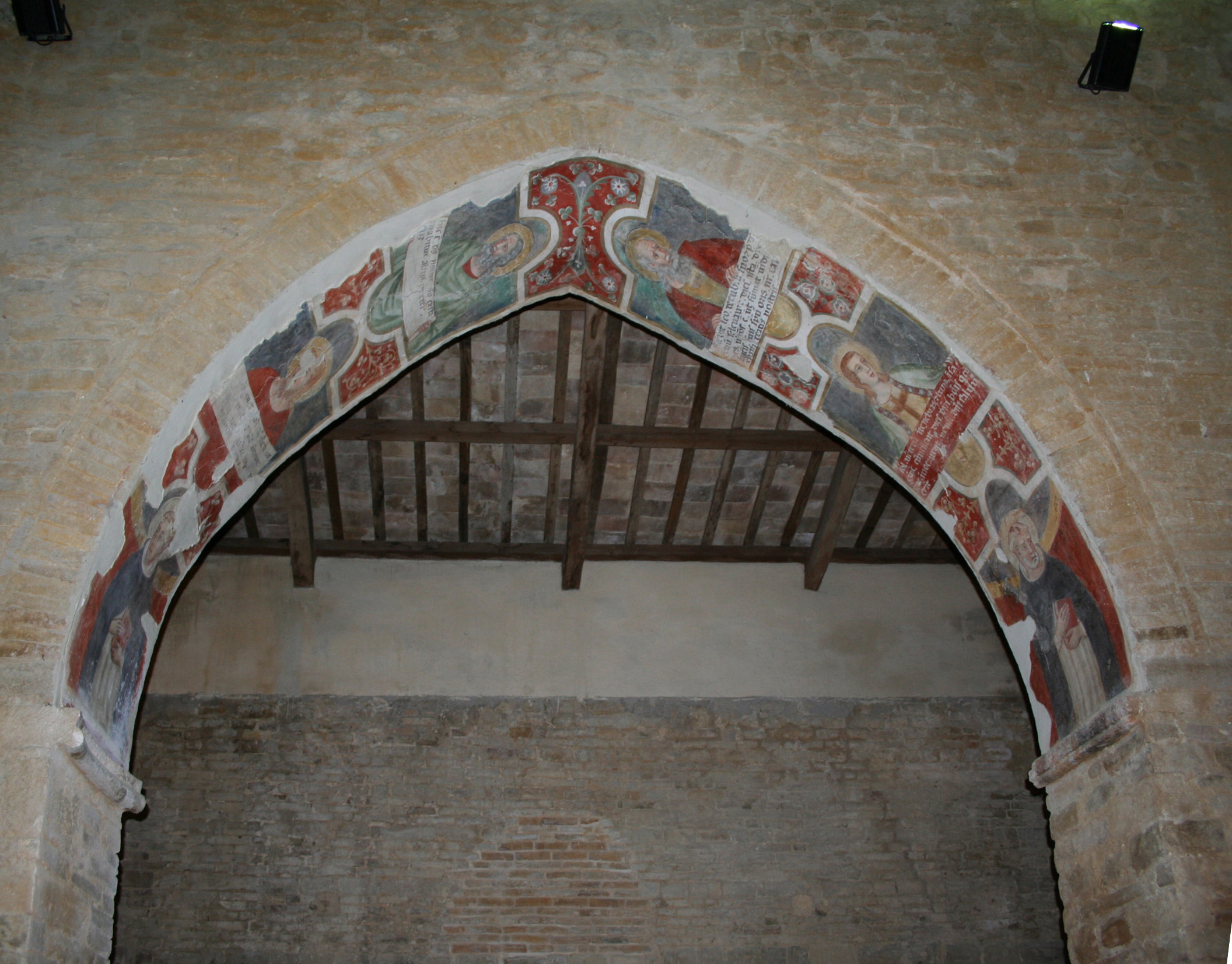
II sottarco con san Domenico, quattro profeti e san Pietro martire
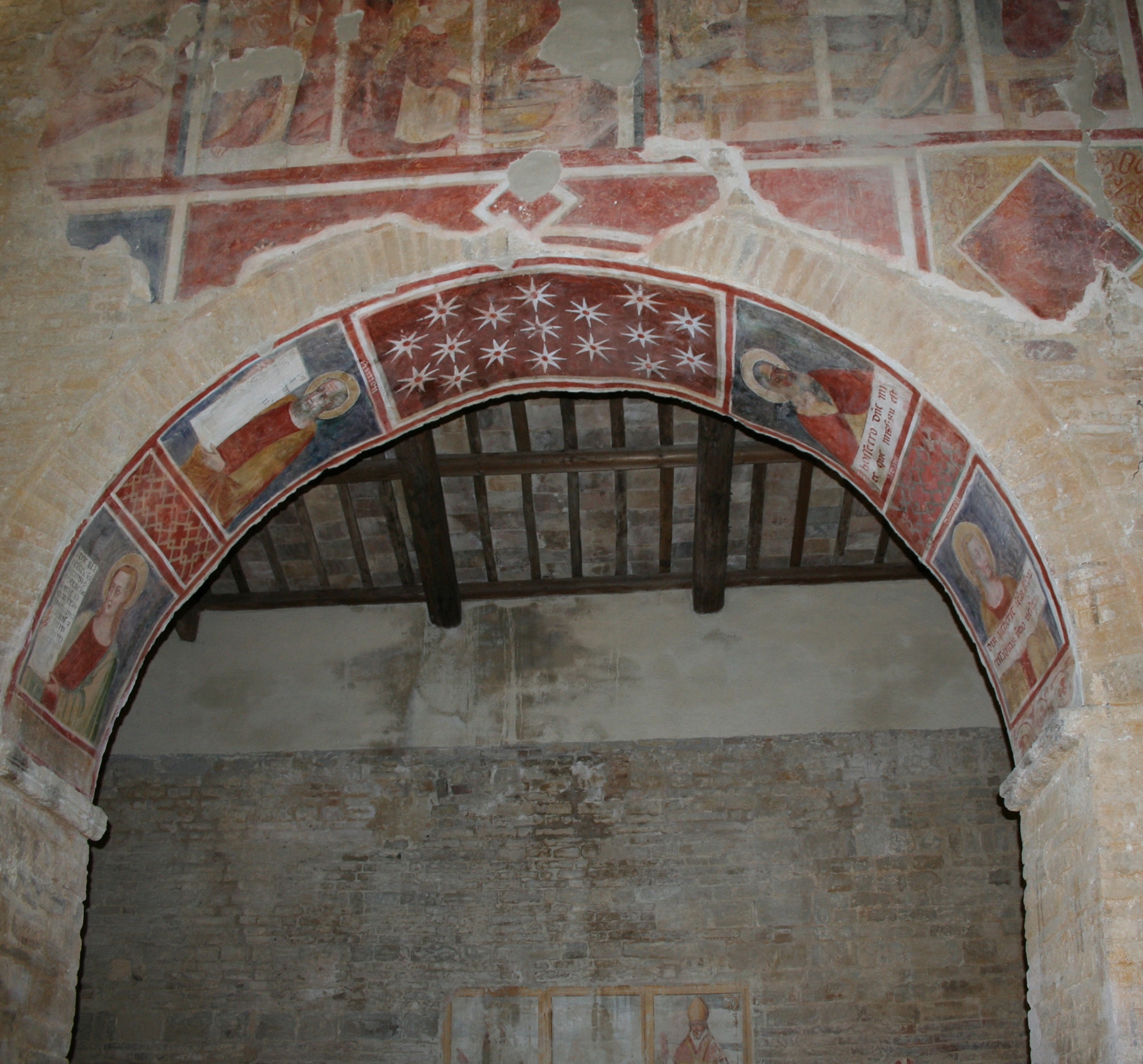
III sottarco con quattro profeti, tra cui il profeta Daniele
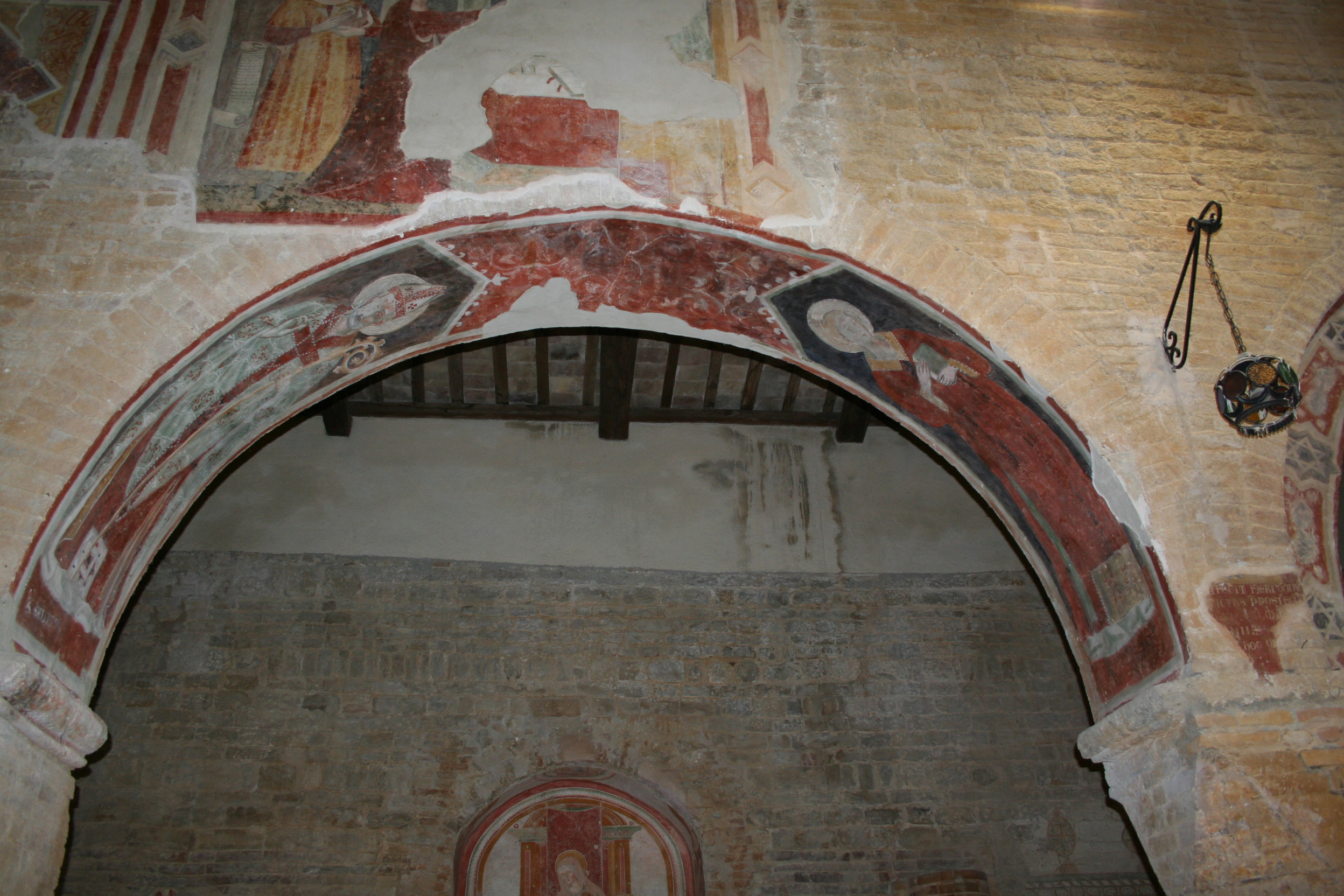
IV sottarco con san Lorenzo e san savino
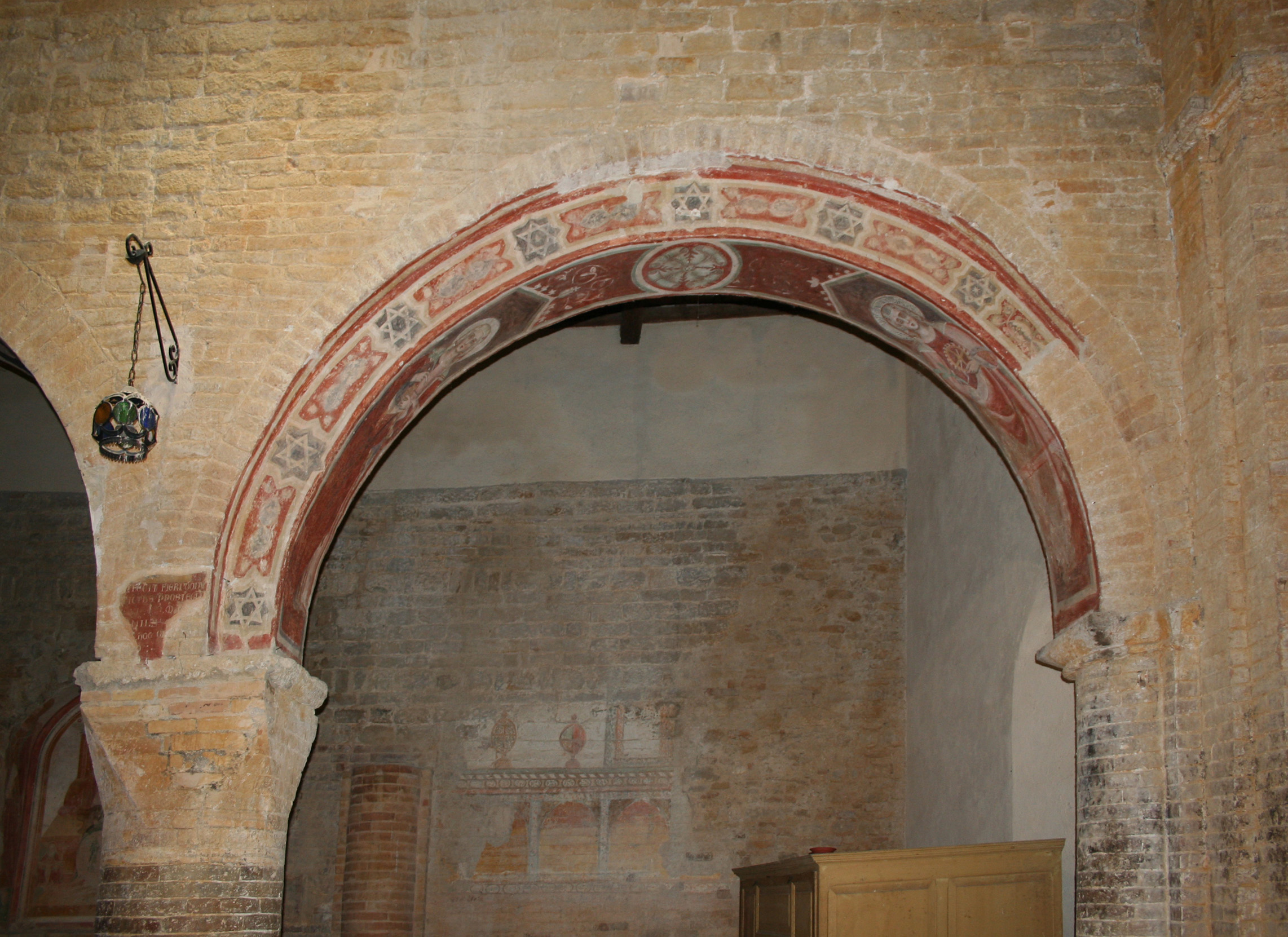
V sottarco con santa Caterina d'Alessandria e santa Illuminata da Todi

### Archi a destra della navata
Fra gli archi che si aprono sulla destra della navata sono ancora visibili gli affreschi del secondo, del terzo e del quarto sottarco. In questi spazi sono raffigurati tutti gli apostoli, raggruppati in numero di sei per ogni arcata e ogni ritratto è corredato dall'iscrizione che ne definisce l'identità.
Nel secondo sottoarco, in particolare sul terzo pilastro, vi sono le raffigurazioni di san Rocco, protettore degli appestati, e sant'Antonio abate, protettore degli animali. Come riferisce Vincenzo Pacelli, nei Documenti dell'Abruzzo Teramano, l'opera è stata eseguita da un ignoto autore sul finire della seconda metà del XVI secolo. 
L'epigrafe, apposta nella zona bassa dei dipinti, riporta il nome di don Donato delle Noci che, nell'anno 1596, conferì l'incarico per la pittura dell'affresco.
La rappresentazione iconografica è tradizionale e non si notano elementi di originalità interpretativa. La mano dell'autore rivela influenze riferibili alla pittura dei maestri Simone De Magistris e Girolamo Muziano che operarono nella Santa Casa di Loreto.
Negli archi successivi, continua Ferdinando Bologna, vi sono san Barnaba, san Giacomo, sant'Andrea, san Bartolomeo, san Tommaso, san Mattia, san Simone, l'altro san Giacomo, san Filippo, san Pietro, identificato dalle chiavi, san Paolo, riconosciuto per la spada, san Giovanni evangelista cui è stato aggiunto l'incipit del suo vangelo «in principio erat».

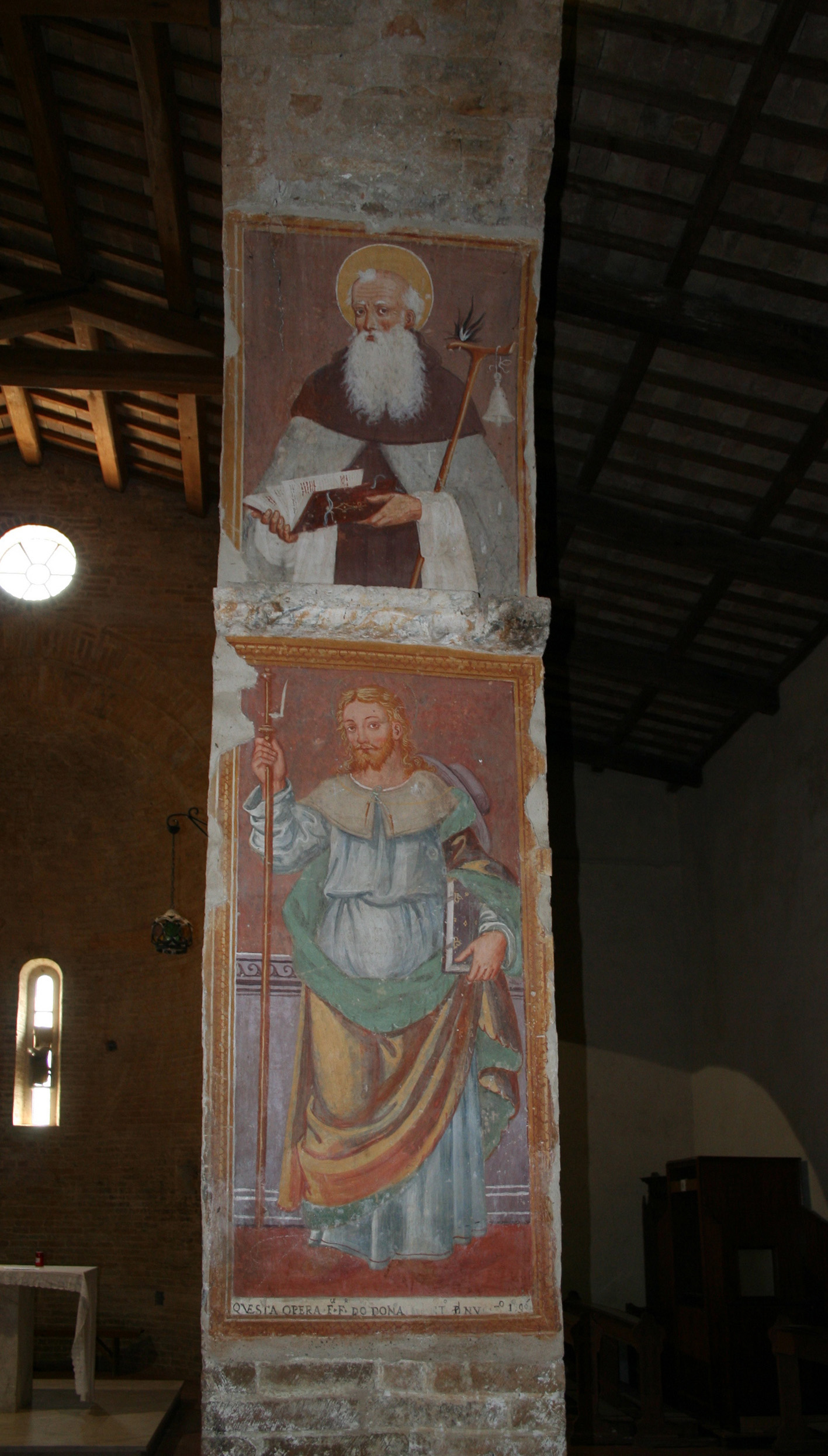
II arco, Sant'Antonio e San Rocco
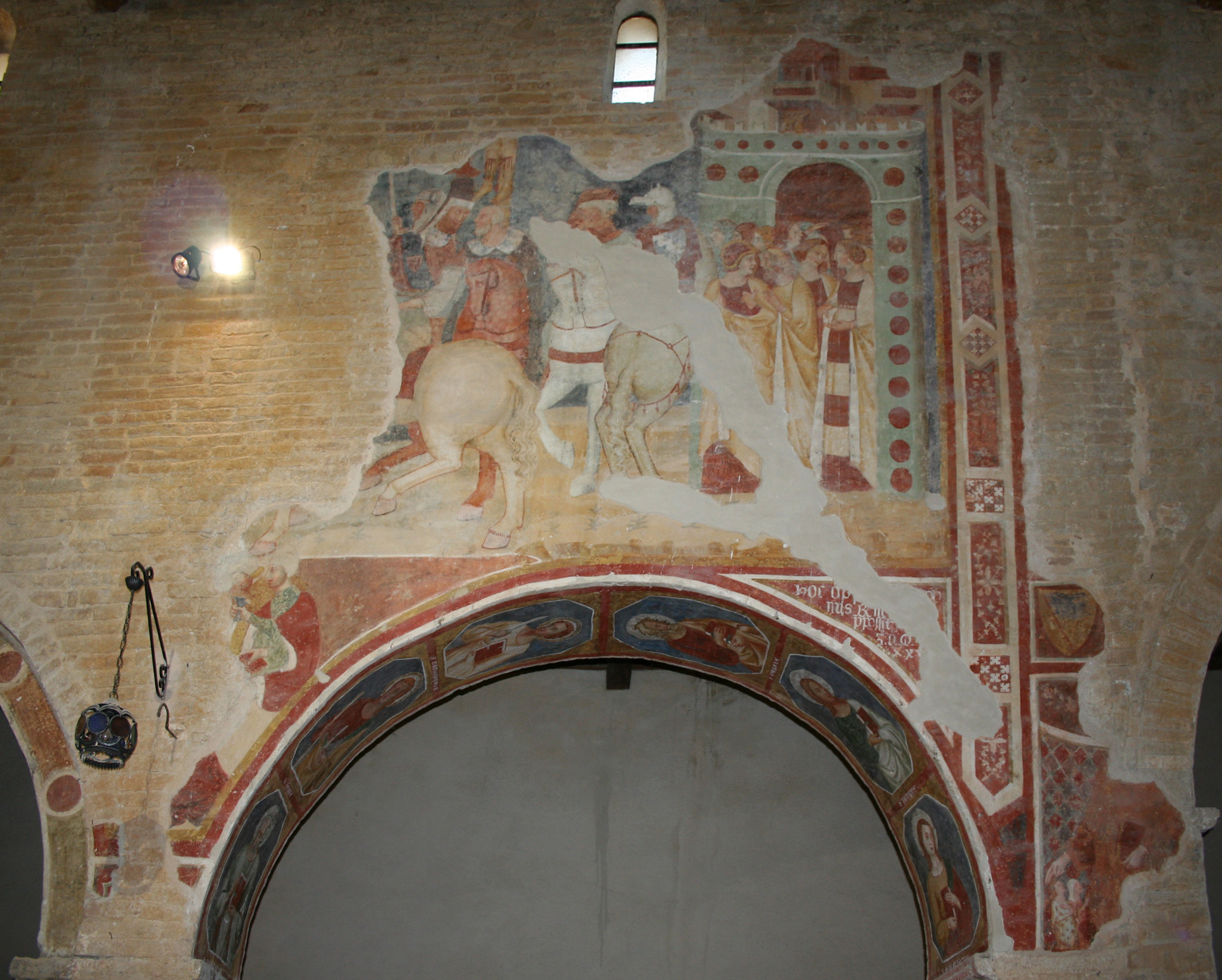
III arco
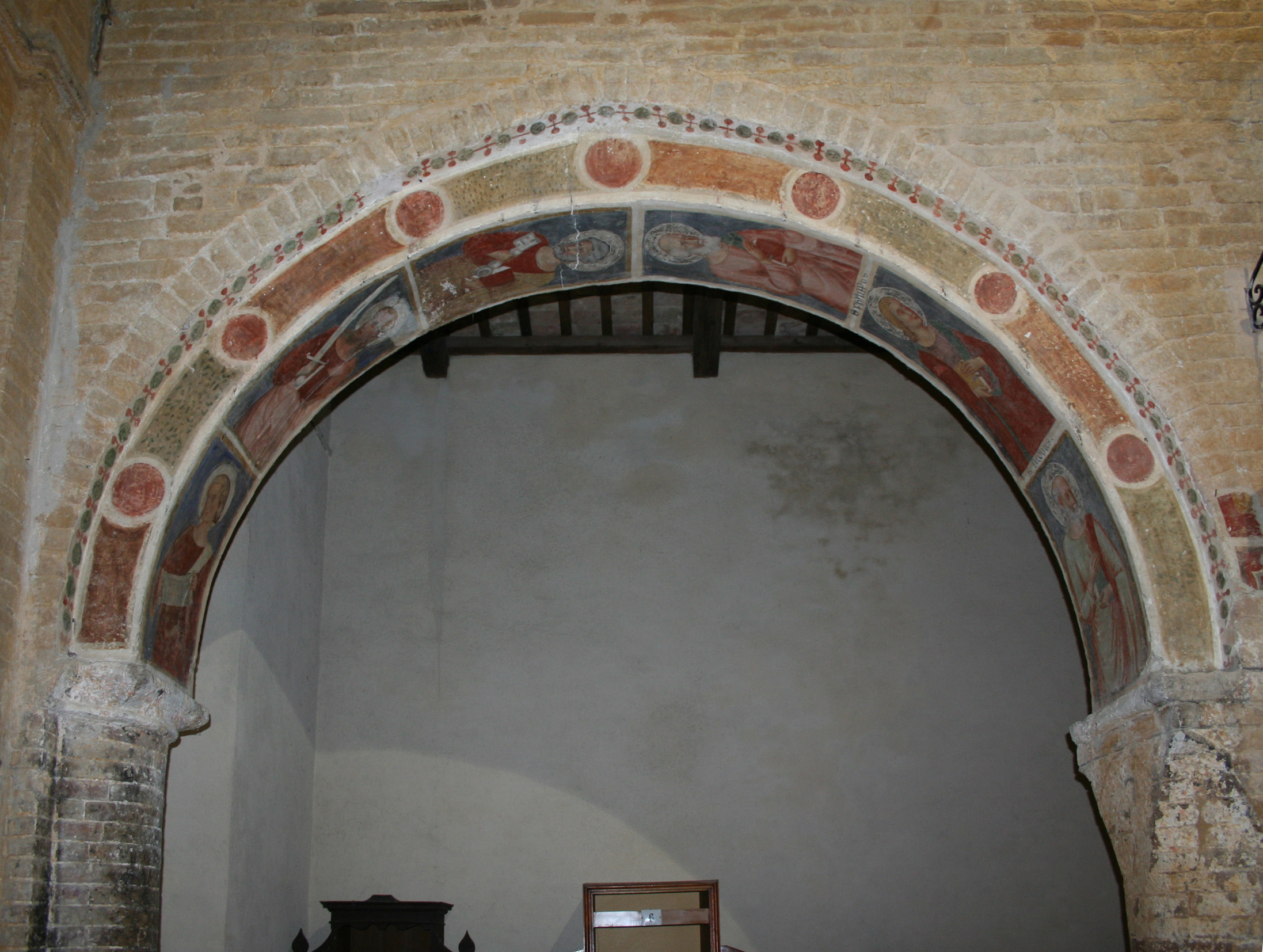
IV arco

### La parete sinistra
Sulla parete sinistra c'è l'affresco della Madonna col Bambino in trono all'interno di una nicchia ormai priva della originaria cornice esterna. Nello spazio alto del sottarco vi sono tracce dell'immagine di Dio e lungo i lati le figure san Giovanni Battista e di santa Caterina d'Alessandria.
La Vergine, seduta, è ritratta nell'atto di offrire a Gesù un piccolo vaso di cui è sconosciuto il contenuto. Mario Alberto Pavone, nei D.A.T., colloca il dipinto tra la fine del Quattrocento e l'inizio del Cinquecento. Nell'analisi della composizione affrescata rintraccia le tendenze ed il gusto della pittura marchigiana con influenze di esempi ferraresi.
Definisce l'immagine spinta in avanti seguendo la tradizione tardogotica ancora presente nel territorio e nota che le affinità stilistiche delle articolazioni «uncinate» delle dita delle mani della Madonna riconducono alle pitture di Carlo Crivelli, in particolare a quella di Santa Caterina d'Alessandria contenuta nel polittico della cattedrale di Sant'Emidio di Ascoli Piceno. Di crivelliana memoria sono presenti altri dettagli come l'aggiunta della collana a girocollo indossata dal piccolo Gesù e il panneggio del velo della Vergine che esce dal mantello.
Nella rappresentazione sono raffigurati, con dimensioni piccole, alla base del dipinto, a destra del trono la SS. Trinità ed a sinistra un vescovo.
Sempre sulla parete sinistra compaiono le deboli tracce di un altro affresco, datato 1639, che riporta le rappresentazioni di tre santi, ritratti a figura intera, all'interno di tre riquadrature. Lo stato di conservazione del dipinto, come riporta Vincenzo Pacelli, non ne consente una precisa lettura iconografica. 

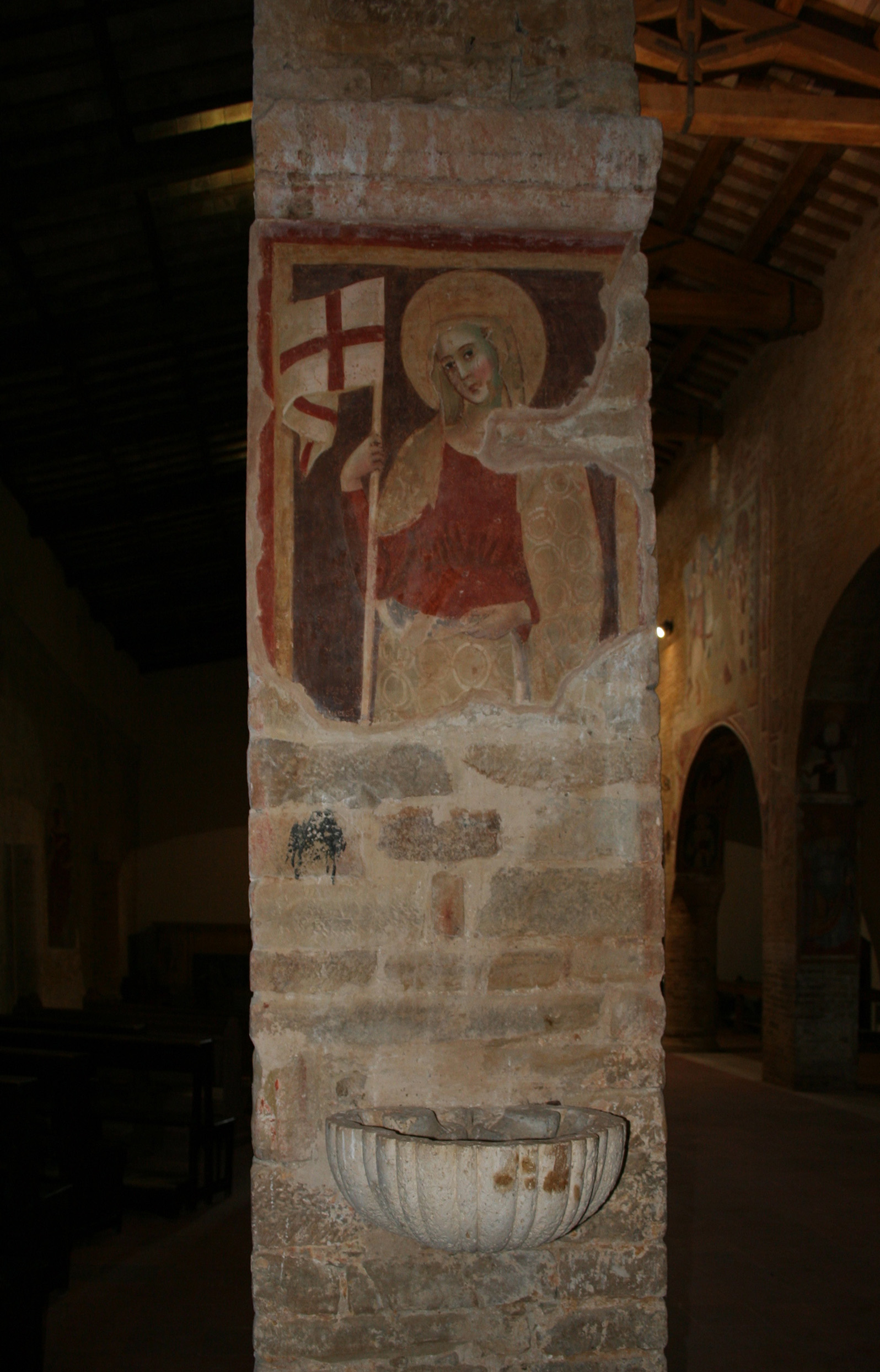
Sant'Orsola, sul primo pilastro
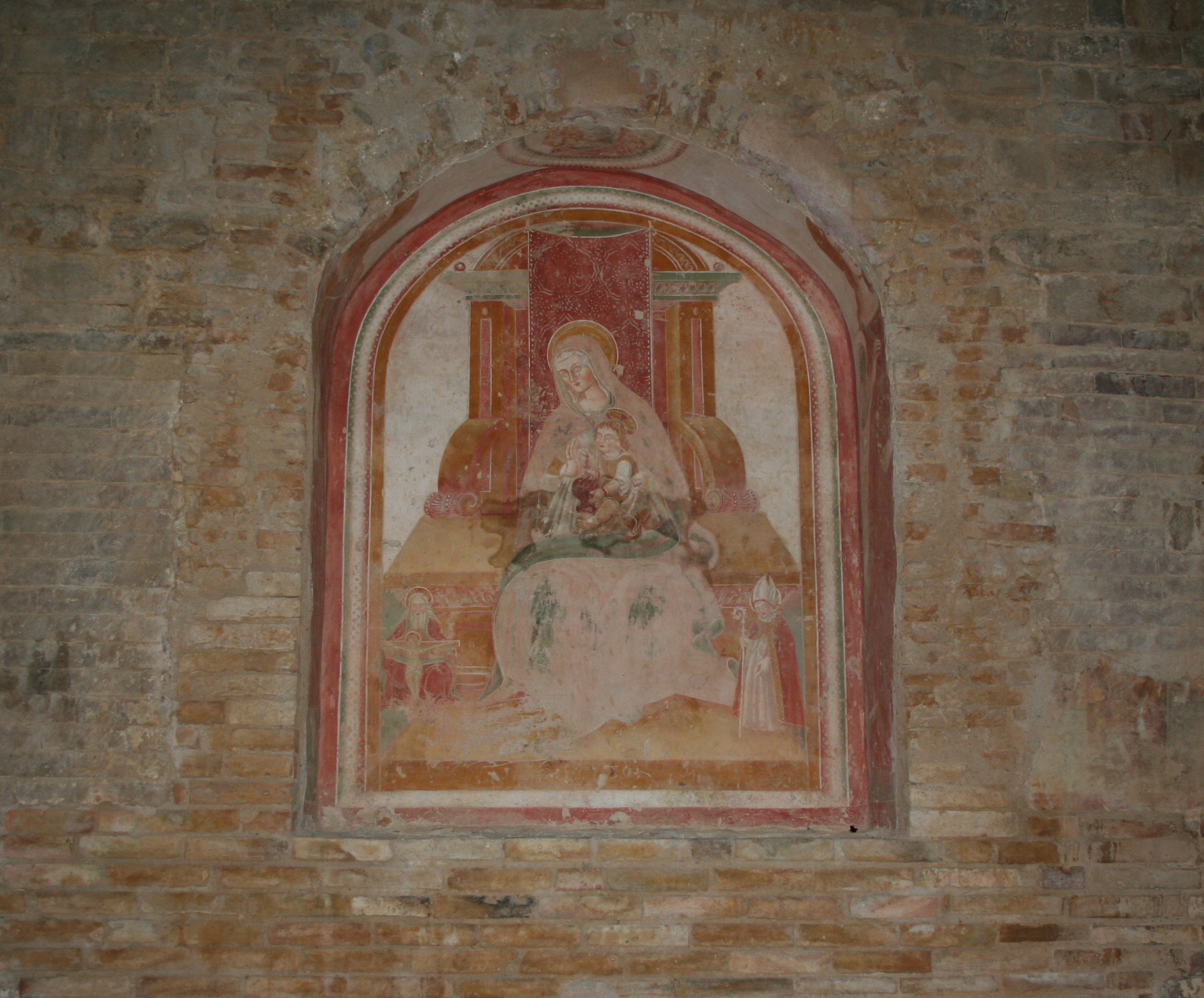
Madonna col Bambino in trono
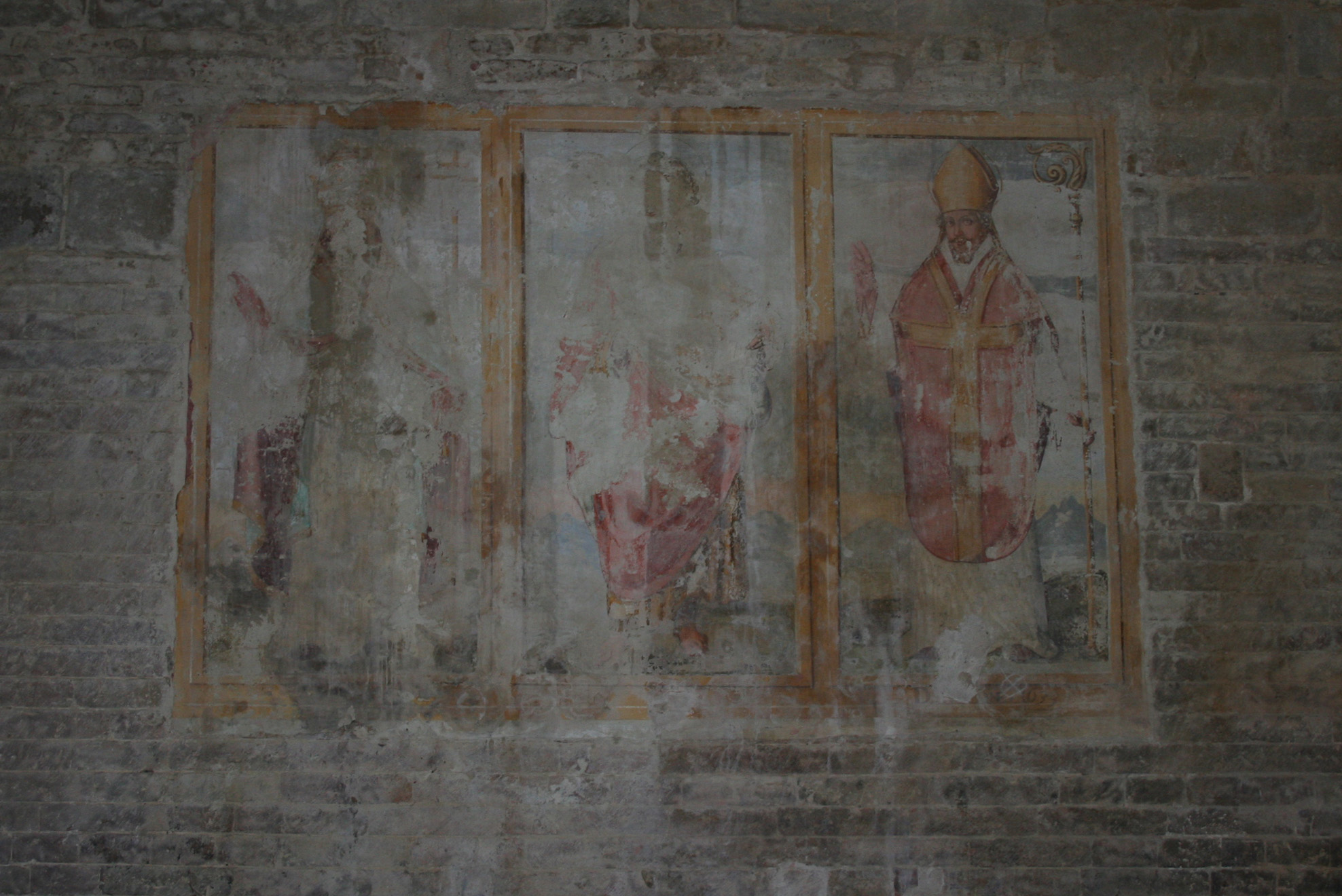
affresco del 1639